# Lesley Goede

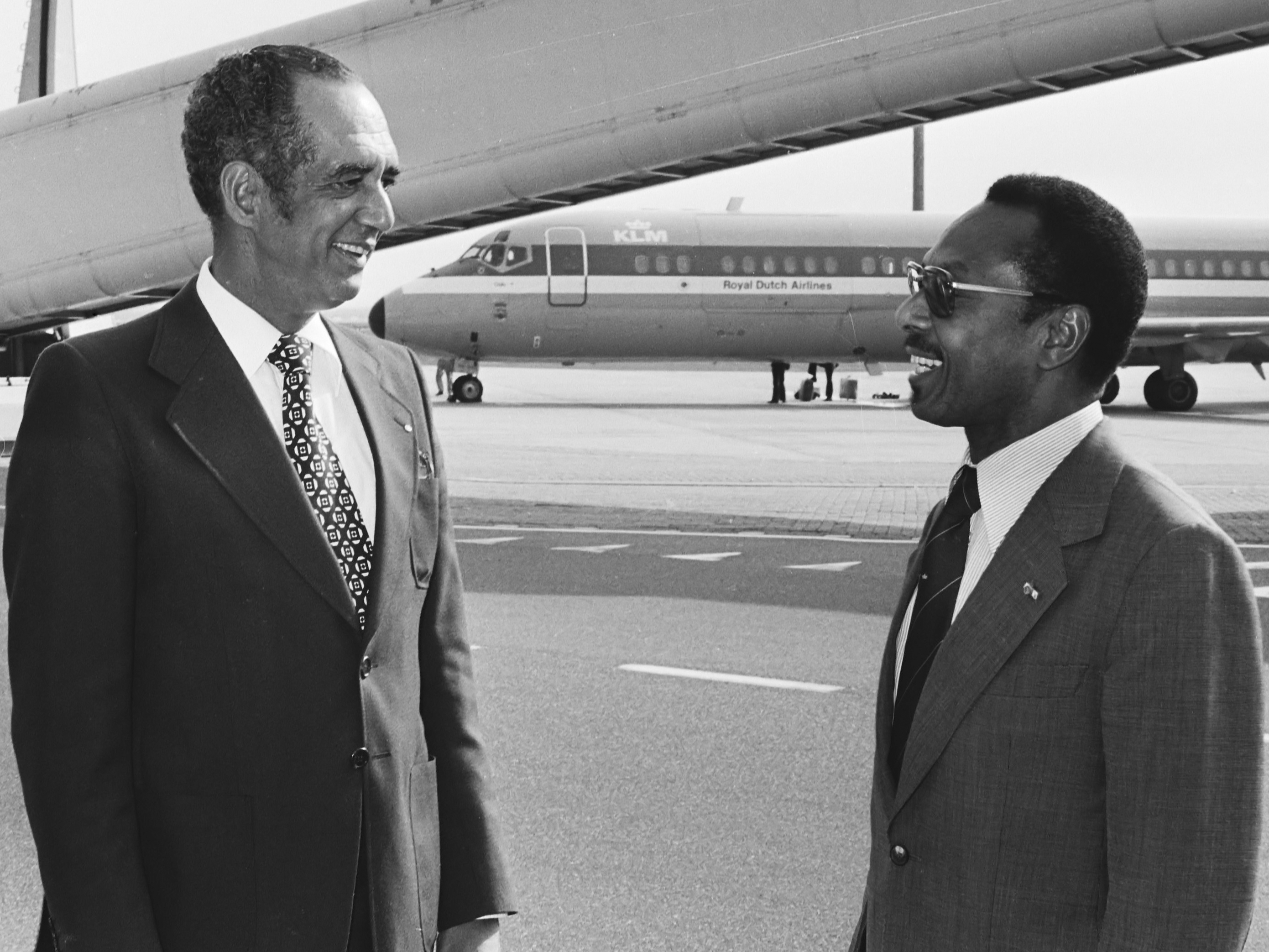
L.E. Goede (links) naast ambassadeur W.F. van Eer (1979)

Leslie Ewald (Lesley) Goede (Paramaribo, 29 maart 1930 – aldaar, 26 augustus 1982) was een Surinaams minister van Financiën en econoom.

## Familie
Goede was afkomstig uit een Creoolse familie en maakte deel uit van een gezin met elf kinderen, van wie er velen na hun middelbare school in Suriname in Nederland een vervolgopleiding gingen doen. Zijn vader  werkte bij de Douane in Paramaribo. Zijn broer André Goede was staflid bij het Surinaamse aluminiumbedrijf Billiton, een andere broer, Frank Goede werd directeur in de Surinaamse tabaksindustrie voor de vestiging van de British American Tobacco Company Ltd. (BAT).

## Opleiding en politieke werkzaamheden
Goede ging werken als boekhouder en daarna als registeraccountant. Hij had zelf geen politieke aspiraties maar werd overgehaald in 1977 door de toenmalige premier van Suriname, Henck Arron om namens de Nationale Partij Suriname (NPS) minister van Financiën te worden in diens tweede kabinet. Hij werd beëdigd op 28 december 1977. Op de Surinaamse gulden die uitgegeven werd in 1979 onder zijn verantwoordelijkheid staat nog zijn muntmeestersteken. In 1980 kwam er door de staatsgreep van Desi Bouterse een einde aan zijn politieke werk.

## Bedrijfsleven
Begin jaren tachtig werd hij ingehuurd door de Staatsolie Maatschappij Suriname, opgericht op 13 december 1980, om de financiële basis te leggen voor de uitgegeven en uit te geven olieconcessies. Hij adviseerde over hoe een goede boekhouding op te zetten zodat de banken snel van de benodigde informatie voorzien konden worden en was adviseur tijdens de onderhandelingen met de banken ter verkrijging van de eerste grote lening om de concessies te kunnen gaan exploiteren. 

## Gezinsleven
Goede was getrouwd en kreeg drie kinderen.

## Overlijden
Goede overleed na een hartoperatie eind augustus 1982 op 52-jarige leeftijd. Hij werd behandeld voor een lichte hartaanval in Florida, keerde terug naar Suriname en stierf tijdens zijn herstelperiode daar door een triple-AAA, een slagaderlijke bloeding van de buikaorta. Hetzelfde gebeurde met zijn broer Frank die op precies dezelfde dag stierf in 1991.